# St.-Petri-Kirche (Bad Bodenteich)

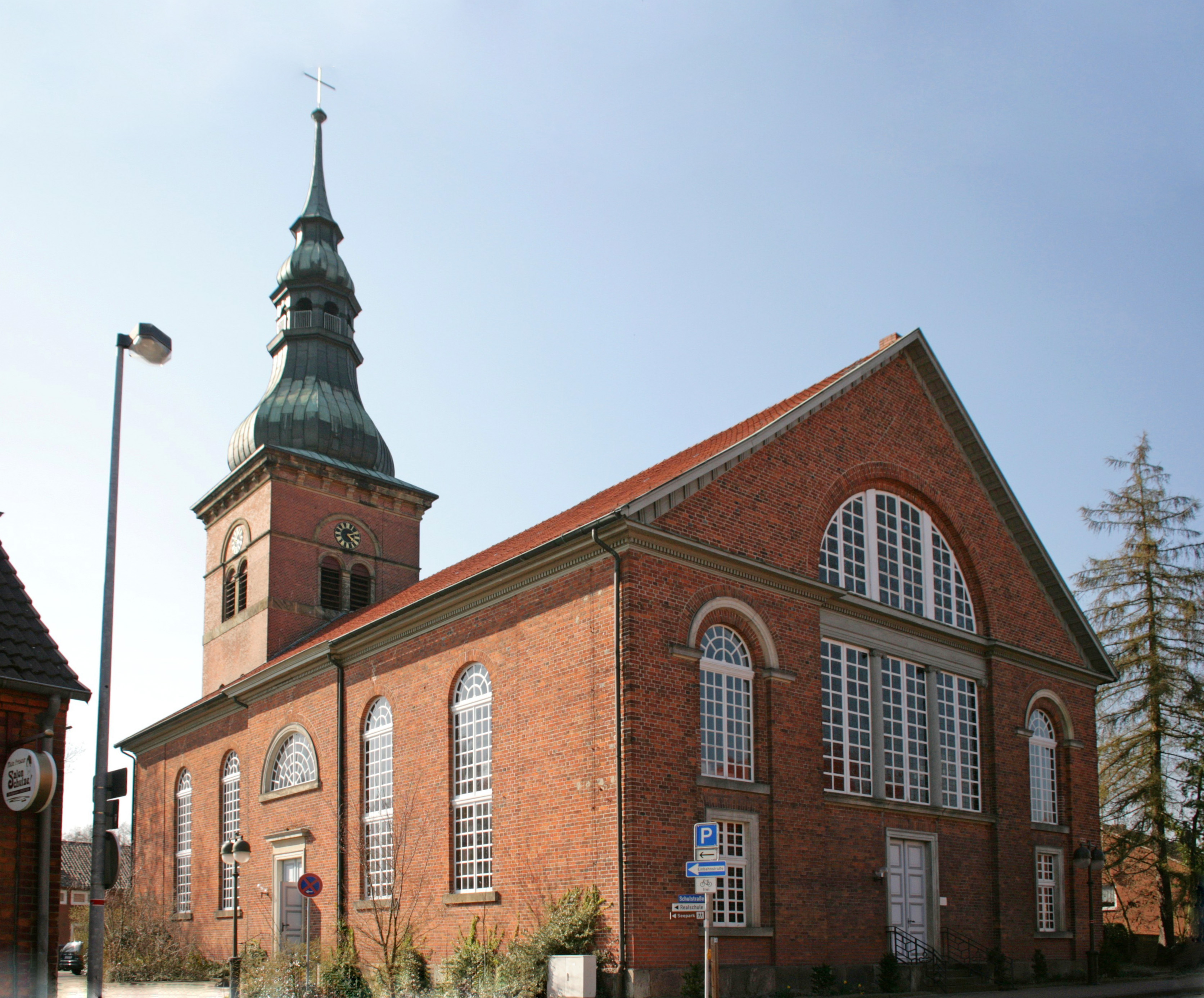
St. Petri, Äußeres

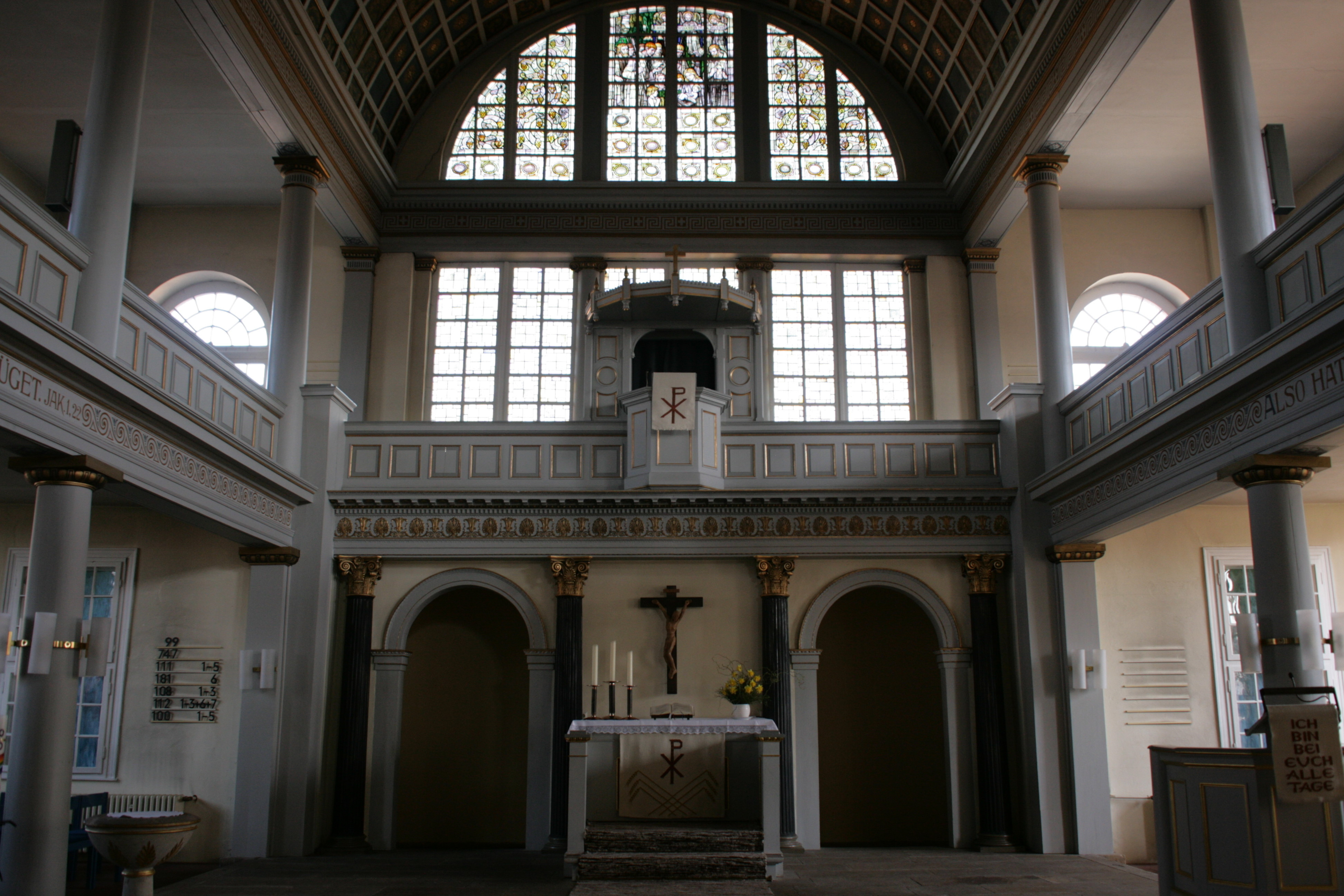
St. Petri, Kanzelaltar

Die St.-Petri-Kirche ist die evangelisch-lutherische Kirche in Bad Bodenteich im Kirchenkreis Uelzen der Landeskirche Hannover.

## Ursprung der Kirche
Das Petruspatrozinium deutet auf einen Ursprung aus der fränkischen Sachsenmission unter Karl dem Großen hin. 1323 wurde die ekklesia in Bodendike erstmals erwähnt. Bis dahin hatte das Rittergeschlecht derer „von Bodendik“ auf Burg Bodenteich das Kirchenpatronat inne, von 1323 bis 1871 der jeweilige Landesherr und Besitzer der Burg. 1323 wird erstmals ein Pfarrer namens Heiso erwähnt. 1531 schickte Ernst der Bekenner mit Hermann Sonnemann den ersten evangelischen Pastor hierher.

## Turm und Glocken
Die Kirche, besonders ihr hölzerner Glockenturm, wurden mehrfach durch Brände beschädigt oder völlig zerstört: 1373 im Lüneburger Erbfolgekrieg, 1519 in der Hildesheimer Stiftsfehde, 1640 im Dreißigjährigen Krieg und 1808 beim großen Bodenteicher Brand. Nach diesem verheerenden Feuer wurde zunächst 1817 wieder ein hölzerner Glockenturm errichtet. 1894 entstand dann das heutige Wahrzeichen des Fleckens. Der Glockenturm misst an den Fundamenten acht Meter und erreicht eine Höhe von 52 Metern. Er wurde vom Architekten Werner Söchtig aus Hildesheim entworfen. Nach Sturmschäden erhielt er 1970 eine neue Bekrönung mit Knauf und Kreuz.
Das alte Kreuz steht heute in der Kirche. Bis 1975 wurden die Turmzwiebeln anstelle der früheren Schieferplatten mit Kupfer gedeckt. Im Turm hängen drei Glocken mit der Tonfolge d'-e'-g'. Den Schlagton e' hat die 1874 von der Glockengießerei Radler in Hildesheim gegossene Welfenglocke. Sie ist die einzige Bronzeglocke des Ortes. Ihre Inschrift lautet: KOMM·DENN·ES·IST·ALLES·BEREIT! Die beiden Stahlglocken wurden 1955 und 1956 vom Bochumer Verein gegossen. Sie tragen die Inschriften: JESUS CHRISTUS HAT DEM TODE DIE MACHT GENOMMEN und VERLEIH UNS FRIEDEN GNÄDIGLICH – HERR GOTT ZU UNSERN ZEITEN. Die Turmuhr von der Firma Weule in Bockenem am Harz stammt von 1895. Im Ersten Weltkrieg wurden auch die Uhrschlagglocken abgeliefert und durch Gussstahlglocken ersetzt.

## Bau der heutigen Kirche
Die beim großen Brand von 1808 stark beschädigte alte St.-Petri-Kirche wurde 1833 abgerissen. Bis 1836 entstand der heutige Bau im klassizistischen Stil nach dem Entwurf des königlich großbritannisch-hannoverschen Konsistorial-Baumeisters Hellner mit einem Sockel aus behauenen Feldsteinen, Ziegelsteinmauerwerk und Sandsteinbauteilen. Sie ist 29 m lang und 18 m breit; die Seitenwände sind fast 9 m, die Giebelwände fast 17 m hoch. Typisch klassizistisch sind die rundbogigen Fenster, das kassettierte Tonnengewölbe, die 22 Holzsäulen mit dorischen Kapitellen unter Emporen und Decken, die beiden Sandsteinsäulen mit ionischen Kapitellen im Chorfenster und die vier Holzsäulen mit korinthischen Kapitellen an der Altarwand, sowie die Sandsteinpfeiler und -halbpfeiler im Ost- und Westteil der Kirche, die aber nicht alle Kapitelle haben. Die heutige St.-Petri-Kirche wurde am 6. November 1836 eingeweiht.

## Innenraum
Das Kircheninnere mit seinen ursprünglich 960 Sitzplätzen hat die Form einer dreischiffigen Hallenkirche mit flachen Decken in fast 9 m Höhe und einem 12 m hohen Tonnengewölbe über dem Mittelschiff, der schmalen Kanzelempore und der großen Orgelempore, unter der zwei Emporentreppen nach oben führen. Die mit Reliefornamenten verzierte Altarwand hat zwei rundbogige Durchgänge zu einer Emporen- und Kanzeltreppe an der Nordseite und einer Sakristei an der Südseite. Ursprünglich waren Wände und Decken weiß gekalkt. Nur die Kanzel, die Altarwand und die Orgel waren teilweise vergoldet. Alle Holzteile waren gleichmäßig graublau gestrichen. Die Fenster waren sämtlich nur einfach verglast, das große Chorfenster im Ostgiebel mit Stoffdraperien abgeblendet.

### Orgel
Die alte Orgel aus dem Jahr 1700 hatte ein Manual, Pedal und 19 klingende Register. Sie war von Conrad Euler aus Wahmbeck an der Oberweser gebaut und musste wegen des Kirchenneubaus vom Kirchenvorstand 1831/32 nach Ohrdorf verkauft werden. Inzwischen ist sie auch dort durch eine neue Orgel ersetzt worden. Bereits aus der Bauzeit der Kirche (1833–1836) stammt das unter Denkmalschutz stehende Gehäuse der Orgel. Das Instrument selbst wurde mehrmals aus- und umgebaut. 1996 entstand hinter dem alten Prospekt ein von Grund auf neues Orgelwerk der Firma Hillebrand aus Altwarmbüchen. Diese mechanische Orgel besteht aus 1718 Pfeifen und hat bei zwei Manualen und Pedal 27 Register. Sie wurde am 3. November 1996 eingeweiht.

### Taufstein & Leuchter
Der aus Sandstein modellierte kelchförmige Taufstein stammt ebenfalls aus dem Jahr 1836. Als Zierde trägt er acht eingemeißelte vergoldete Palmzweige. Rund um die kreisförmige Vertiefung für den Einsatz einer silbernen Taufschale schmücken vier Bibelstellen den oberen Rand: Matth.28,V.19 (Taufbefehl), Marc.16,V.16 (Rettung), Joh.3,V.5 (neue Geburt), Marc.10,V.14 (Kinderevangelium). Der schmiedeeiserne Leuchter neben dem Taufstein wurde 1975 aufgestellt. Er wurde, genau wie ein zweiter gleicher Leuchter von einem Kirchenvorsteher der Bodenteicher Partnergemeinde Conradsdorf in Sachsen geschmiedet.

### Ausmalung
Das Kircheninnere wurde 1912 von Wilhelm Sievers, Hannover, Maler für mittelalterliche Kirchenmalerei, farblich neu gestaltet. Damals erhielt das Tonnengewölbe seinen „Sternenhimmel“, Orgelprospekt, Emporenbrüstungen, Kapitelle und Gesimse wurde mit Ornamenten dekoriert und vergoldet. An den Emporen wurden drei Bibelworte angebracht, an der Südseite: „ALSO HAT GOTT DIE WELT GELIEBET; DASS ER SEINEN EINGEBORENEN SOHN GAB. Joh 3,16“, an der Nordseite: „SEID ABER TÄTER DES WORTES UND NICHT HÖRER ALLEIN; DADURCH IHR EUCH SELBST BETRÜGET: Jak 1,22“, an der Orgelempore: „LOBE DEN HERRN, MEINE SEELE, UND VERGISS NICHT, WAS ER DIR GUTES GETAN HAT. Ps 103,2“.

### Glasmalerei
Ebenfalls 1929 schuf Fritz Lauterbach, Kunstmaler für kirchliche und profane Glasmalerei in Hannover für das Mittelstück des Chorfensters eine Darstellung von der Anbetung der Hirten an der Krippe Jesu und für die viertelkreisförmigen Seitenteile des Fensters zwei Darstellungen vom Weinstock und seinen Reben.
Am 25. März 1945 explodierte ein Munitionszug auf dem Bodenteicher Bahnhof. 61 Tote wurden identifiziert, weitere in einem Gemeinschaftsgrab beerdigt. Auch Fenster der St.-Petri-Kirche wurden zerstört. Die Glasmanufaktur Schneider aus Glinde bei Hamburg ergänzte die zerstörten Teile 1976/77 mit ornamentalen, farbigen Scheiben, das Weihnachtsfenster bleibt halb: Es sagt noch „Ehre sei Gott in der Höhe“, das „und Friede auf Erden“ wurde nicht wiederhergestellt.

### Kruzifix und Altarleuchter
Zur 100-Jahr-Feier der Bodenteicher St.-Petri-Kirche im November 1936 schnitzte der Bildhauer Wilhelm Groß aus Oranienburg bei Berlin für das Altarkreuz einen 88 cm hohen Christus und eine Tafel mit der Kreuzüberschrift I.N.R.I. aus natürlichem Birkenholz. Zur gleichen Zeit entstanden in der Werkstatt von Eva Dittrich in Hildesheim zwei 42 cm hohe silberne Altarleuchter mit Schäften aus dunklem Eichenholz. In die Füße dieser Leuchter sind zwei Bibelworte eingraviert: „DER HERR IST MEIN LICHT UND MEIN HEIL“ und „DAS LICHT SCHEINT IN DER FINSTERNISS“. Diese beiden Altarleuchter wurden 1951 durch zwei in der Form ähnliche, aber nur 36 cm hohe und überwiegend aus Kupfer bestehende Altarleuchter von Rudolf Koolmann in Lübeck ergänzt.

### Umgestaltungen
Aus dem Jubiläumsjahr 1936 stammt auch noch die untere Kanzel im Altarraum, durch die der Prediger der Gemeinde näher gerückt wird. Die obere Kanzel auf dem „hohen Chor“ wird seither nur noch an besonderen Festtagen benutzt, wenn die Emporenbänke gefüllt sind. Bei der Innenrenovierung 1976/77 erhielt der Fußboden der Kirche Bützflether Ziegelparkett. Die Sandsteinplatten im Altarraum wurden um eine Stufe gesenkt. Neue, kürzere Bänke im Mittelschiff ersetzen die durchgehenden, langen Bänke. Die Seitenschiffe erhielten dagegen Stühle. So wurde zwar die Zahl der Sitzplätze auf etwa 600 verringert, aber der Kirchenraum neu gegliedert. Die Kirche erhielt außerdem einen neuen Innenanstrich, der 2011 in den jetzigen Farbton geändert wurde. Außerdem wurden die Bänke in Säulenfarbe gestrichen. 1964 bekam die Kirche als Ersatz für die beiden im Zweiten Weltkrieg abgelieferten Kronleuchter einen Messingkronleuchter und 1976/77 Leuchten an den Säulen.

### Sakristei
Die Sakristei sowie der Altarrückraum erhielten 2004 einen neuen Anstrich und wurden neu eingerichtet. Damals wurden auch die Fenster zur Kirche neben dem Altar bunt verglast.